# Saint-Blimont
Saint-Blimont település Franciaországban, Somme megyében. Lakosainak száma 884 fő (2022. január 1.). Saint-Blimont Brutelles, Friville-Escarbotin, Lanchères, Nibas, Pendé és Vaudricourt községekkel határos.

## Népesség
A település népessége az elmúlt években az alábbi módon változott:
| Lakosok száma | 918  | 880  | 890  | 878  | 878  | 878  | 878  | 883  | 884  |
|               | 2013 | 2015 | 2016 | 2017 | 2018 | 2019 | 2020 | 2021 | 2022 |